# اراضی مفتوحه
اراضی مفتوحه (به عربی: مفتوحه العنوه)، اصطلاحی است در فقه  که شامل سرزمین‌هایی است که مسلمانان در لشکرکشی‌های خود آن را فتح کرده‌اند.

## تاریخچه
فتح عراق و ایران توسط اعراب موجب شد که اولا اراضی زراعتی زیادی که روزگاری یکی از منابع درآمد مهم دولت ساسانی به شمار می‌آمد بدست اعراب بیفتد و ثانیا از یک روش مالیاتی جدید یعنی نظام مالیات بر اراضی که از آن بخراج تعبیر می‌شد اطلاع پیدا کنند. در این‌جا بود که خلیفهٔ دوم بلافاصله درصدد استفاده از این نظام و تطبیق آن در اراضی مفتوحه برآمد. منتهی لازم بود ابتدا آنرا با موازین شرعی تطبیق دهد، زیرا طبق روش محمد در اراضی مفتوحه بصلح، مصالحه کنندگان می‌بایستی جزیه بدهند و در اراضی مفتوحه بزور، اراضی هم، جزء اموال غنائم می‌بایستی بین محاربین تقسیم گردد. اولین اقدام خلیفهٔ دوم در اجرای این نظام که می‌توانست تطبیق با موازین شرعی هم داشته باشد این بود که مالیات بر اراضی را هم جزء قراردادهای جزیه بگنجاند.

## قوانین حاکم بر زمین‌ها
کسی نمی‌توانست مالک آنها شود و مالکیت از آن همه مسلمانان بود. اگر این زمین‌ها آباد شده بودند، ساکنان زمین‌ها، مالک محسوب نمی‌شدند و باید به بیت المال خراج می‌دادند ولی اگر در هنگام لشکرکشی آباد نشده بودند به خلیفه مسلمین اختصاص داشتند و اگر افرادی به احیای زمین می‌پرداخت، مالک آن می‌شد.

## منبع
1. ↑  حسین رهجو٬واژه نامه اجتماعی-سیاسی اسلامی٬قلم٬۱۳۵۸صفحه ۲۲
2. ↑  ابو یوسف، کتاب الخراج، صفحه۲۸
3. ↑  انواع زمین و مالکیت آنها از نظر اسلام[پیوند مرده]